# آرامگاه سید عبدالجبار
بقعه سید عبدالجبار مربوط به سده‌های میانه دوران‌های تاریخی پس از اسلام است و در شهرستان بوشهر، بخش مرکزی، دهستان حومه، روستای گورک سادات واقع شده و این اثر در تاریخ ۱۸ شهریور ۱۳۸۷ با شمارهٔ ثبت ۲۳۳۱۷ به‌عنوان یکی از آثار ملی ایران به ثبت رسیده است.